# Kenneth Darroux
Kenneth Melchoir Darroux (* 1975 oder 1976) ist ein dominicanischer Politiker. Er ist seit dem 17. Dezember 2019 Außenminister Dominicas.

## Leben
Darroux studierte Medizin in Kuba. 1996 schloss er dieses Studium ab. Im Anschluss arbeitete er elf Jahre lang als Amtsarzt des Grand Bay Health District. Am 17. Dezember 2019 wurde er zum dominicanischen Außenminister ernannt. Zuvor war er sowohl Minister für Gesundheit und soziale Dienste, als auch Minister für Umwelt, natürliche Ressourcen, Landnutzungsplanung und Fischerei.
Darroux ist Politiker der Dominica Labour Party.